# Before You Exit
Before You Exit é uma banda americana de pop rock de Orlando, Florida. Formada em 2007, a banda inicialmente consistia em Connor McDonough, Braiden Wood e Thomas Silvers. Um ano depois, a banda incluiu irmão mais novo de Connor, Riley. Em meados de 2012, Toby McDonough se juntou, e a formação mudou para os três irmãos com Braiden e Thomas para performances ao vivo. Em agosto de 2009, eles se auto-lançou seu EP de estréia, A Short Story Long. Em Março de 2011 seu próximo lançamento de outro EP, Letting Go. I Like That foi lançado em fevereiro de 2013.
Antes de todos esses EPs e alguns singles estão disponíveis no iTunes.

## Membros atuais
- Connor Patrick McDonough (nasceu em 18 de Novembro de 1993) – Vocais, guitarra principal, piano, teclado, bateria e produção
- Riley Thomas McDonough (nasceu em 31 de Agosto de 1995) – Vocal principal e guitarra
- Toby James McDonough (nasceu em 21 de Janeiro de 1998) - Vocais, guitarra, piano e teclado

### Ex-membros
- Brainden Montgomery Wood (nasceu em 2 de Setembro de 1993) - Guitarra, piano e teclado (2007-2014)

Braiden foi um dos membros originais e não está mais na banda. Ele lançou um EP solo chamado "Be Free, Be Strong".

## Turnês

### Principal
- The Next Big Thing Tour (2011)
- The Dangerous Tour (2014)
- UK/Europe Tour (2015)
- All The Lights Tour (2016)

### Suporte
- All Time Low - My Small Package Tour (Outubro e novembro de 2010)
- All Time Low - Dirty Work Tour (Março-Maio de 2011)
- Allstar Weekend - All the Way Tour (Janeiro e fevereiro de 2012)
- Action Item - Resolution Tour (Janeiro e fevereiro de 2013)
- Olly Murs - Right Place Right Time Tour (Abril e maio de 2013)
- Cody Simpson - Paradise Tour (Maio-Julho de 2013)
- Fifth Harmony - Fifth Times A Charm Tour (junho de 2014)
- The Vamps - The Vamps 2015 USA Tour (julho e agosto de 2015)
- The Vamps - Wake Up World Tour (30 de janeiro de 2016 em Manila)

## Discografia

### Extended plays
| Título             | Notas                                                                                |
| ------------------ | ------------------------------------------------------------------------------------ |
| A Short Story Long | - Lançamento: 12 de Agosto de 2009 - Formatos: Download digital, CD - Gravadora: -   |
| Letting Go         | - Lançamento: 04 de Março de 2011 - Formato: Download digital, CD - Gravadora: -     |
| I Like That        | - Lançamento: 04 de Fevereiro de 2013 - Formato: Download digital, CD - Gravadora: - |
| All The Lights     | - Lançamento: 08 de Abril de 2016 - Formato: Download digital, CD - Gravadora: RCA   |

### Singles
| Canção      | Data                    |
| ----------- | ----------------------- |
| I Like That | 04 de Janeiro de 2013   |
| Soldier     | 10 de Fevereiro de 2014 |
| Dangerous   | 18 de Março de 2014     |
| Model       | 17 de Julho de 2015     |

### Singlespromocionais
| Canção                                      | Data                    |
| ------------------------------------------- | ----------------------- |
| O' Silent Night                             | 25 de Novembro de 2011  |
| End of the World                            | 10 de Janeiro de 2012   |
| End of the World (com participação de Anth) | 21 de Dezembro de 2012  |
| A Little More You                           | 01 de Fevereiro de 2013 |
| Heart Like California                       | 18 de Julho de 2014     |
| When I'm Gone                               | 11 de Março de 2016     |